# ゲオルグ・カイザー
ゲオルグ・カイザー（Georg Kaiser、1878年11月25日 - 1945年6月4日）は、ドイツの劇作家。

## 作品
- 朝から夜中まで　（1920年にドイツで『朝から夜中まで』として映画化され、ドイツ表現主義派の名作となる）

## 邦訳
- 『カレーの市民 附・表現派解説』ゲオルク・カイゼル 新関良三訳 新潮社 1921
- 『朝から夜中まで・クラウデイウス』ゲオルク・カイゼル 北村喜八訳 新潮社 1924 泰西戯曲選集
- 『世界戯曲全集 第17巻(独墺篇 7) (カイゼル・ウンルウ集)』ユダヤの寡婦、二人のオリイフエル、カレエ市民(久保栄訳)朝から夜中まで、ガツツ、クラウデイウス、平行(北村喜八訳) 世界戯曲全集刊行会 1930
- 『二つのネクタイ レビュー台本 宝塚少女歌劇 新橋演舞場上演　改題 ベルリン娘』ゲオルグ・カイザー 堀正旗訳 第一書房 1933
- 『平行 一九二三年の世相劇』ゲオルク・カイザア 久保栄訳 岩波文庫 1934
- 「ロザムンデ・フローリス /カイザー書簡集より /夜ごとの衝突」『盲目の女神 20世紀欧米戯曲拾遺』小笠原豊樹訳 みすず書房 2011